# Gran Premio del Belgio 1995
Il Gran Premio del Belgio 1995 è stata l'undicesima prova del Campionato mondiale di Formula 1 1995. Disputatasi il 27 agosto 1995 sul circuito di Spa-Francorchamps ha visto la vittoria di Michael Schumacher su Benetton-Renault, seguito da Damon Hill e da Martin Brundle che sale sul podio per l'ultima volta in carriera, la nona complessivamente, senza riuscire dunque ad aggiudicarsi nemmeno una prova mondiale di Formula 1 dopo aver partecipato a 158 Gran Premi.

## Qualifiche

### Cronaca
Le qualifiche videro prevalere le due Ferrari di Berger ed Alesi, autori rispettivamente del primo e del secondo tempo. Questa prestazione fu in larga parte favorita da una corretta strategia elaborata al muretto, in quanto i due piloti vennero fatti uscire dai box all'inizio della sessione di prove prima che un violento scroscio si abbattesse sul circuito. Dietro di loro si classificarono la McLaren di Häkkinen e la Benetton di Herbert.
Maggiori difficoltà ebbero invece i due principali contendenti al titolo iridato: Damon Hill non andò oltre l'ottavo posto, compromettendo il suo miglior giro con un'uscita di pista, mentre Michael Schumacher, complice il fatto di dover correre con la vettura di riserva e un guasto al cambio, concluse le qualifiche con il sedicesimo tempo.
Nonostante il buon risultato ottenuto i ferraristi si dichiararono preoccupati per l'affidabilità della vettura in gara e lo stesso Jean Todt invitò alla prudenza.

### Risultati
| Pos | N  | Pilota                   | Costruttore/Motore | Tempo    | Gap     |
| --- | -- | ------------------------ | ------------------ | -------- | ------- |
| 1   | 28 | Gerhard Berger           | Ferrari            | 1:54.392 |         |
| 2   | 27 | Jean Alesi               | Ferrari            | 1:54.631 | +0.239  |
| 3   | 8  | Mika Häkkinen            | McLaren-Mercedes   | 1:55.435 | +1.043  |
| 4   | 2  | Johnny Herbert           | Benetton-Renault   | 1:56.085 | +1.693  |
| 5   | 6  | David Coulthard          | Williams-Renault   | 1:56.254 | +1.862  |
| 6   | 7  | Mark Blundell            | McLaren-Mercedes   | 1:56.622 | +2.230  |
| 7   | 15 | Eddie Irvine             | Jordan-Peugeot     | 1:57.001 | +2.609  |
| 8   | 5  | Damon Hill               | Williams-Renault   | 1:57.768 | +3.376  |
| 9   | 26 | Olivier Panis            | Ligier-Mugen-Honda | 1:58.021 | +3.629  |
| 10  | 30 | Heinz-Harald Frentzen    | Sauber-Ford        | 1:58.148 | +3.756  |
| 11  | 4  | Mika Salo                | Tyrrell-Yamaha     | 1:58.224 | +3.832  |
| 12  | 14 | Rubens Barrichello       | Jordan-Peugeot     | 1:58.293 | +3.901  |
| 13  | 26 | Martin Brundle           | Ligier-Mugen-Honda | 1:58.314 | +3.922  |
| 14  | 29 | Jean-Christophe Boullion | Sauber-Ford        | 1:58.356 | +3.964  |
| 15  | 3  | Ukyo Katayama            | Tyrrell-Yamaha     | 1:58.551 | +4.159  |
| 16  | 1  | Michael Schumacher       | Benetton-Renault   | 1:59.079 | +4.687  |
| 17  | 23 | Pedro Lamy               | Minardi-Ford       | 1:59.256 | +4.864  |
| 18  | 10 | Taki Inoue               | Footwork-Hart      | 2:00.990 | +6.598  |
| 19  | 24 | Luca Badoer              | Minardi-Ford       | 2:01.013 | +6.621  |
| 20  | 9  | Massimiliano Papis       | Footwork-Hart      | 2:01.685 | +7.293  |
| 21  | 17 | Andrea Montermini        | Pacific-Ford       | 2:02.405 | +8.013  |
| 22  | 22 | Roberto Moreno           | Forti-Ford         | 2:03.817 | +9.425  |
| 23  | 16 | Giovanni Lavaggi         | Pacific-Ford       | 2:06.407 | +12.015 |
| 24  | 21 | Pedro Diniz              | Forti-Ford         | 2:09.537 | +15.145 |

## Gara

### Resoconto
Al via Berger pattina troppo e lascia via libera ad Alesi ed Herbert. Quarto Häkkinen, davanti alle Williams di Coulthard e Hill. Herbert prova subito a passare Alesi: il francese resiste all’Eau Rouge, ma sul rettilineo del Kemmel il britannico prende la scia della Ferrari, si porta all’esterno e con una staccata profondissima si prende la leadership. Alesi non molla e continua a rimanere negli scarichi di Herbert, mentre dietro di loro Häkkinen finisce in testacoda alla Source ed è costretto al ritiro già al secondo passaggio. Sempre al secondo giro Alesi si riporta al comando, rendendo ad Herbert il sorpasso al Kemmel.
Il francese è velocissimo e cerca di allungare, mentre Berger è in difficoltà: al terzo giro resiste su Coulthard, ma al quarto passaggio lo scozzese e Hill passano con facilità la Ferrari numero 28. Ma il 4º giro diventa ancora più nero per la Ferrari: Alesi va ai box credendo di avere una foratura, ma in realtà sulla sua monoposto si è rotta una sospensione: gara finita per lui. Herbert è al comando, ma le Williams gli mettono una pressione tale da costringerlo all’errore. Il britannico della Benetton poi sbaglia nuovamente alla Bus Stop, andando in testacoda e bloccando Blundell: Irvine e Schumacher ne approfittano.
Mentre davanti Coulthard vola seguito da Hill, Schumacher è quinto dopo una bella rimonta, ma fatica a passare Irvine, che è velocissimo sui rettilinei. All’11º giro il tedesco supera l'irlandese alla Bus Stop e si lancia all’inseguimento di Berger. Coulthard continua a volare, ma al 13º giro rallenta improvvisamente prima di Pouhon e si ferma a bordo pista: Hill è il nuovo leader. Il britannico, così come Berger ed Irvine, effettua il primo pit stop, mentre Schumacher resta in pista per qualche giro con lo scopo di marcare qualche giro veloce. Il tedesco, dopo il suo rifornimento, si ritrova in seconda posizione con una quindicina di secondi da recuperare su Hill. La giornata della Ferrari è stregata, visto che Berger rallenta improvvisamente per un problema al motore: doppio ritiro per le vetture di Maranello.
Hill è al comando della gara, ma a Spa inizia a piovere. Il leader della corsa, così come Irvine, Blundell, Herbert, Brundle e Panis, rientra ai box per montare gomme da bagnato. Schumacher invece resta in pista con le slick. La scelta di Hill sembra azzeccata, visto che in un giro annulla il gap di cinque secondi su Schumacher e si porta in scia alla Benetton. Hill affianca il tedesco sul rettilineo del Kemmel e il sorpasso sembra una formalità, visto che piove a dirotto e Schumacher ha le gomme da asciutto, ma il tedesco tira una staccatona incredibile all’esterno e tiene dietro il rivale. Nel giro successivo però Schumacher tenta nuovamente di difendersi con una frenata ritardata, ma finisce lungo e Hill va al comando.
La pioggia però sparisce, la pista va via via asciugandosi, e Hill fatica a tenere la macchina, tanto che sbanda vistosamente: Schumacher ne approfitta e torna in testa. La Williams richiama Hill ai box per rimettere gomme da asciutto e per rifornire la macchina di benzina. Schumacher guida indisturbato la corsa davanti a Hill, con le Ligier di Brundle e Panis e la Tyrrell di Katayama che si giocano il podio (nulla da fare invece per Irvine, la cui vettura aveva preso fuoco durante il pit). Ma la pioggia ritorna e a farne le spese è Katayama, che va a sbattere a Malmedy mentre è quarto. La direzione corsa decide di mandare in pista la Safety Car, con Schumacher, Hill e gli altri che rientrano ai box a montare gomme rain.
Alla ripartenza, Panis si gira e scivola in fondo al gruppo. Hill sbaglia nel tentativo di riprendere Schumacher, ma all’inglese arriva una notizia ben peggiore: la direzione corsa ha deciso di sanzionarlo con uno Stop & Go di 10 secondi per aver superato i limiti di velocità ai box. Il pilota della Williams è secondo anche dopo aver scontato la penalità, ma alla Source va in testacoda e Brundle gli prende la posizione. Schumacher davanti guida tranquillo, mentre dietro infuria la lotta tra Blundell, Frentzen, Herbert e Barrichello per le posizioni dalla quarta alla settima. Barrichello riesce a infilare Herbert e Frentzen mette la sua Sauber davanti alla McLaren di Blundell. Hill spinge per riprendere Brundle e proprio all’ultimo giro si mette in scia al britannico. Brundle chiude la porta alla Source, ma non può nulla contro la potenza della Williams-Renault sul lungo rettilineo del Kemmel.
Hill completa così la rincorsa al secondo posto, ma davanti a fare festa è Schumacher, che conquista la sesta vittoria stagionale dopo una fantastica rimonta, una strategia perfetta e una resistenza da applausi su Damon Hill in condizioni di palese inferiorità tecnica. Il tedesco della Benetton precede sul traguardo Hill e Brundle. Quarto Frentzen, che nei giri finali era il pilota più veloce in pista. Blundell e Barrichello chiudono la zona punti. Con questo successo Schumacher si porta a 15 lunghezze di vantaggio su Hill e mette una seria ipoteca sulla conquista del secondo titolo piloti in carriera.

### Risultati
| Pos | N. | Pilota                   | Costruttore/Motore | Giri | Tempo/Ritiro       | Griglia | Punti |
| --- | -- | ------------------------ | ------------------ | ---- | ------------------ | ------- | ----- |
| 1   | 1  | Michael Schumacher       | Benetton-Renault   | 44   | 1:36:47.875        | 16      | 10    |
| 2   | 5  | Damon Hill               | Williams-Renault   | 44   | +19.493            | 8       | 6     |
| 3   | 25 | Martin Brundle           | Ligier-Mugen-Honda | 44   | +24.998            | 13      | 4     |
| 4   | 30 | Heinz-Harald Frentzen    | Sauber-Ford        | 44   | +26.972            | 10      | 3     |
| 5   | 7  | Mark Blundell            | McLaren-Mercedes   | 44   | +33.772            | 6       | 2     |
| 6   | 14 | Rubens Barrichello       | Jordan-Peugeot     | 44   | +39.674            | 12      | 1     |
| 7   | 2  | Johnny Herbert           | Benetton-Renault   | 44   | +54.043            | 4       |       |
| 8   | 4  | Mika Salo                | Tyrrell-Yamaha     | 44   | +54.548            | 11      |       |
| 9   | 26 | Olivier Panis            | Ligier-Mugen-Honda | 44   | +1:06.170          | 9       |       |
| 10  | 23 | Pedro Lamy               | Minardi-Ford       | 44   | +1:19.789          | 17      |       |
| 11  | 29 | Jean-Christophe Boullion | Sauber-Ford        | 43   | +1 Giro            | 14      |       |
| 12  | 10 | Taki Inoue               | Footwork-Hart      | 43   | +1 Giro            | 18      |       |
| 13  | 21 | Pedro Diniz              | Forti-Ford         | 42   | +2 Giri            | 24      |       |
| 14  | 22 | Roberto Moreno           | Forti-Ford         | 42   | +2 Giri            | 22      |       |
| Rit | 3  | Ukyo Katayama            | Tyrrell-Yamaha     | 28   | Testacoda          | 15      |       |
| Rit | 16 | Giovanni Lavaggi         | Pacific-Ford       | 27   | Cambio             | 23      |       |
| Rit | 24 | Luca Badoer              | Minardi-Ford       | 23   | Testacoda          | 19      |       |
| Rit | 28 | Gerhard Berger           | Ferrari            | 22   | Problema elettrico | 1       |       |
| Rit | 15 | Eddie Irvine             | Jordan-Peugeot     | 21   | Fuoco              | 7       |       |
| Rit | 9  | Massimiliano Papis       | Footwork-Hart      | 20   | Testacoda          | 20      |       |
| Rit | 17 | Andrea Montermini        | Pacific-Ford       | 18   | Fine benzina       | 21      |       |
| Rit | 6  | David Coulthard          | Williams-Renault   | 13   | Cambio             | 5       |       |
| Rit | 27 | Jean Alesi               | Ferrari            | 4    | Sospensioni        | 2       |       |
| Rit | 8  | Mika Häkkinen            | McLaren-Mercedes   | 1    | Testacoda          | 3       |       |

## Classifiche Mondiali

### Piloti
| Pos | Pilota                   | Punti |
| --- | ------------------------ | ----- |
| 1   | Michael Schumacher       | 66    |
| 2   | Damon Hill               | 51    |
| 3   | Jean Alesi               | 32    |
| 4   | David Coulthard          | 29    |
| 5   | Johnny Herbert           | 28    |
| 6   | Gerhard Berger           | 25    |
| 7   | Heinz-Harald Frentzen    | 10    |
| 8   | Rubens Barrichello       | 8     |
| 9   | Olivier Panis            | 8     |
| 10  | Martin Brundle           | 7     |
| 11  | Mark Blundell            | 7     |
| 12  | Eddie Irvine             | 6     |
| 13  | Mika Häkkinen            | 5     |
| 14  | Jean-Christophe Boullion | 2     |
| 15  | Gianni Morbidelli        | 1     |
| 16  | Aguri Suzuki             | 1     |

### Costruttori
| Pos | Team               | Punti |
| --- | ------------------ | ----- |
| 1   | Benetton-Renault   | 84    |
| 2   | Williams-Renault   | 74    |
| 3   | Ferrari            | 57    |
| 4   | Ligier-Mugen-Honda | 16    |
| 5   | Jordan-Peugeot     | 14    |
| 6   | Sauber-Ford        | 12    |
| 7   | McLaren-Mercedes   | 12    |
| 8   | Footwork-Hart      | 1     |